# Музей современного искусства (Санта-Марта)
Боливарский музей современного искусства в Санта-Марте (исп. Museo Bolivariano de Arte Contemporáneo, Santa Marta) — художественный музей в колумбийском городе Санта-Марта, открытый в июле 1986 года при поддержке местных властей; посвящён Симону Боливару и представляет искусство стран Южной Америки (Боливии, Колумбии, Эквадора, Перу, Панамы и Венесуэлы); в постоянной коллекции находятся 200 работ, созданных начиная с 1950-х годов и до наших дней; регулярно проводит временные групповые и персональные выставки.

## История и описание
Боливарианский музей современного искусства был открыт в городе Санта-Марта (Колумбия) 24 июля 1986 года — по инициативе местного художника Армандо Вильегаса и при поддержке региональных властей; президент страны Белизарио Бетанкур также поддержал проект. Галерея, названная в честь революционера Симона Боливара, разместилась на территории бывшей усадьбы Сан-Педро-Алехандрино (Quinta de San Pedro Alejandrino), построенной в 1608 году; целью музейной деятельности стала «интеграция боливарианских стран» (Боливия, Колумбия, Эквадор, Перу, Панама и Венесуэла).
Музейная коллекция состоит из более чем двух сотен работ «весьма разнородного» современного искусства стран Южной Америки; коллекция, отчасти, представляет как географию, так и историю изобразительного искусства континента, начиная с первой половины XX века и до наших дней. Помимо живописи, в коллекции есть и скульптуры, и гравюры, и графические работы, и инсталляции, и акварели, и коллажи; фотография и видео-арт также представлены в собрании. Основу коллекции составили подарки от самих авторов. В музее есть работы таких художников как Эдуардо Кингман (Эквадор, 1913—1998), Освальдо Гуаясамин (Эквадор), Луис Альберто Акунья (Колумбия, 1904—1994), Антонио Грассе (Колумбия, род. 1937), Энрике Табаре (Эквадор, род. 1930) и Рене Портокарреро (Куба).
Параллельно с постоянной коллекцией, представленной в трёх основных залах — «Alejandro Obregón», «Armando Villegas» и «Enrique Grau» — Боливарианский музей выделил два своих помещения — «Hernando del Villar» и галерею «Open Space» — для временных выставок современных художников из Южной и Латинской Америки. Отдельное внимание в последние годы стало уделяться экологической тематики в предоставляемых произведениях. Литературные вечера, танцевальные шоу и театральные представления также являются частью музейной деятельности. Образовательные мероприятия — семинары и курсы, включая детские и молодежные, проводятся в музее при поддержке министерства образования страны.